# Rio Guadalfeo
O rio Guadalfeo é um rio da província de Granada, no sul de Espanha. Nasce no município de Bérchules e desagua no Mar Mediterrâneo, entre Salobreña e Motril, na província de Granada. É um rio de marcado carácter nivopluvial e torrencial, com um comprimento de 71 km. Os seus principais afluentes são o rio Ízbor, rio Sucio, rio Chico, rio Poqueira e o rio Trevélez. Rega a fértil veiga de Motril.

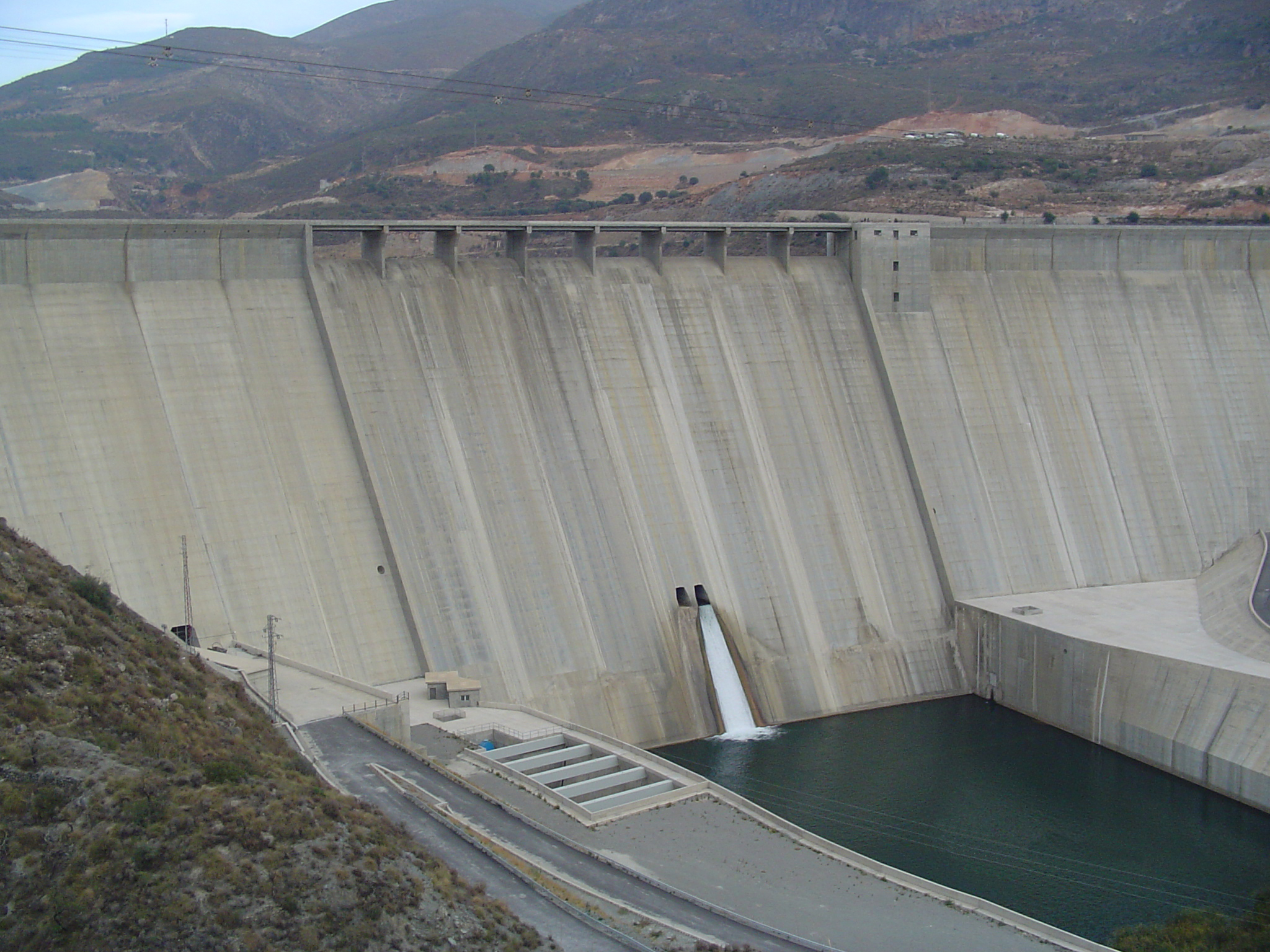
A barragem de Rules, no Guadalfeo